# Tachia parviflora
Tachia parviflora är en gentianaväxtart som beskrevs av Bassett Maguire och Weaver. Tachia parviflora ingår i släktet Tachia och familjen gentianaväxter. Inga underarter finns listade i Catalogue of Life.